# Nikołaj Siedlariewicz
Nikołaj Michajłowicz Siedlariewicz, ros. Николай Михайлович Седляревич (ur. w 1905 r., zm. w 1993 r.) – rosyjski emigracyjny działacz skautowski, publicysta, oficer Sił Zbrojnych Komitetu Wyzwolenia Narodów Rosji pod koniec II wojny światowej
W 1920 r. jego rodzina zamieszkała w Grodnie. Od 1927 r. N.M. Siedlariewicz stał na czele miejscowej drużyny skautów pod nazwą Drużyna Skautów Rosyjsko-Białoruskich im. A.S. Puszkina, przemianowanej wkrótce na Drużynę Skautów Rosyjskich im. A.S. Puszkina w Grodnie. W 1928 r. kierował zimowym i letnim obozami skautowskimi. W kolejnych latach próbował utworzyć w Baranowiczach oddział organizacji „Witazie”. Od listopada 1937 r. pełnił funkcję przewodniczącego skautów rosyjskich w Polsce. Po ataku Armii Czerwonej na Kresy Wschodnie 17 września 1939 r., został aresztowany. Przebywał w więzieniach w Grodnie, a następnie Mińsku. W dniu ataku wojsk niemieckich na ZSRR skazano go na karę śmierci. W wyniku zbombardowania więzienia był przewożony do Mohylewa, ale zdołał zbiec. Powrócił do okupowanego Grodna, po czym założył firmę budowlaną. W 1943 r. ewakuował się do Protektoratu Czech i Moraw, gdzie jesienią 1944 r. wstąpił do nowo formowanych Sił Zbrojnych Komitetu Wyzwolenia Narodów Rosji. Otrzymał stopień porucznika. Otrzymał funkcję pełnomocnego przedstawiciela gen. Andrieja A. Własowa na Górnym Śląsku i Ziemi Sudeckiej. Po zakończeniu wojny zamieszkał w Luksemburgu. W 1946 r. stanął na czele oddziału belgijsko-luksemburskiego Organizacji Młodych Wywiadowców Rosyjskich (ORJUR). W 1948 r. wszedł w skład Rady ORJUR. W 1951 r. wyjechał do Argentyny, gdzie stworzył firmę budowlaną. Objął funkcję przewodniczącego miejscowego oddziału ORJUR. Od 1950 r. przewodniczył strukturom Narodowej Organizacji Skautów Rosyjskich (NORS) na Amerykę Południową. W latach 60. stał na czele Centrum Białych Rosjan w Argentynie, Kooperatywy XX wieku i Związku Własowców. Od 1963 r. dedagował pismo „Russkaja gazieta”. Pisał artykuły do miejscowych pism rosyjskich. Na pocz. lat 60. został wykluczony ze składu kolonii rosyjskiej z powodu konfliktu związanego z działalnością Domu Rosyjskiego. W 1971 r. wybrano go w skład Rady Skautowskiej Asocjacji Argentyny. Od 1973 r. pełnił funkcję szefa argentyńskiego oddziału Skautów Zagranicznych. W 1975 r. otrzymał tytuł Starszego Skauta Rosyjskiego NORS. Wiosną 1979 w San Francisco uczestniczył w rozmowach zjednoczeniowych NORS i ORJUR.